# 從今開始
《從今開始》為臺灣歌手王傑的第三十一張個人專輯，也是第二十二張國語專輯，於2000年8月出版，由英皇娛樂及常喜音樂發行。

## 專輯簡介
專輯由多年好友李士先擔任製作人，專輯分為雙CD，共收錄18首歌，Disc2收錄了重新演繹過的五首經典歌曲，整張專輯在選曲及造型上也做出相當大的改變，主打歌「傷心1999」已先在7月中國大連的同一首歌演唱會中曝光（當時歌名叫「愛情殺手」），獲得熱烈迴響，更令全場五萬名觀眾陷入瘋狂，其後也在香港進行主打，亦獲得不錯成績，入選勁歌金曲季選及TVB-8金曲榜，成了王傑復出後第一首國語金曲；而在台灣自發行《起點》後，因波麗佳音於1997年底倒閉，王傑3年多未在台灣媒體上亮相，此次重返台灣發片，HitFM聯播網特別將他列為八月份的「大台柱」，並參與電台發起的反盜版活動，大碟在台灣發行首周便直接奪下三立音樂風雲榜冠軍；在台灣的首波主打歌則為「從今開始」，並做為世界黃金協會主題曲，後續主打歌曲也取得相當好的成績，「情卻」登上港台優秀國語歌曲榜週冠軍，「我想她」更是入圍了第37屆金馬獎最佳電影歌曲。

## 曲目
- Disc1

| 曲序 | 曲名         | 曲                | 詞     | 編曲       | 附註                                                                                    |
| 01   | 從來沒愛過   | 陳建寧            | 白進法 | 洪晟文     | 電影《飆車之車神傳說》主題曲                                                            |
| 02   | 我想她       | 黃中原            | 武雄   | 張翰群     | 電影《愛與誠》主題曲                                                                    |
| 03   | 傷心1999     | 林東松            | 陳靜楠 | 櫻井弘二   | 電影《擺渡人》插曲                                                                      |
| 04   | 從今開始     | 王傑              | 劉卓輝 | 蘇德華     | 電視劇《我心換你心》主題曲 世界黃金協會主題曲 柏麗絲護髮用品主題曲                      |
| 05   | Hello World  | Smyth Alan Howard | 嚴德民 | Alex Seng  |                                                                                         |
| 06   | 情卻         | 李士先            | 武雄   | 湯文祥     |                                                                                         |
| 07   | 宿命的風     | 李士先            | 李士先 | 櫻井弘二   | 電影《飆車之車神傳說》主題曲                                                            |
| 08   | I Believe    | 藍淑佩            | 白進法 | 櫻井弘二   |                                                                                         |
| 09   | 習慣你       | 熊天平            | 熊天平 | 江建民     |                                                                                         |
| 10   | 愛到末路     | 黃中原            | 徐世珍 | Billy Chan |                                                                                         |
| 11   | 妳還沒愛過我 | Lee Juck          | 徐世珍 | Billy Chan |                                                                                         |
| 12   | 結束         | 王傑              | 王傑   | 杜自持     | 粤語版「不必再躲」是電影《小李飛刀之飛刀外傳》 主題曲，收錄於雜錦專輯《英皇盛世 Vol.2》 |

- Disc2

| 曲序 | 曲名           | 曲              | 詞     | 編曲       | 附註                       |
| 01   | 一場遊戲一場夢 | 王文清          | 王文清 | Tim Heintz | 重新編曲演唱               |
| 02   | 安妮           | 王傑            | 陳樂融 | 舒文       | 重新編曲演唱               |
| 03   | 永遠相信愛情   | Iskandar Ismail | 陳樂融 | 劉諾生     | 重新編曲演唱               |
| 04   | 不要再問我     | 王傑            | 李敏   | Ricky Ho   | 粵語版《我感到疲倦》       |
| 05   | 還有           | 李宗盛          | 潘源良 | 楊雲驃     | 重新編曲演唱，與容祖兒合唱 |
| 06   | 誰明浪子心     | 王傑            | 潘源良 | Ricky Ho   | 重新編曲演唱，與趙學而合唱 |

- DVD（僅附贈於香港版、內地引進版中）

| 曲序 | 曲名     | 導演   | 附註 |
| 01   | 傷心1999 |        |      |
| 02   | 從今開始 | 賴偉康 |      |

## 唱片版本
- 錄音帶版
- CD版

## 獎項
| 奖项             | 提名   | 结果 |
| ---------------- | ------ | ---- |
| 最佳原創電影歌曲 | 我想她 | 提名 |

- 2000年勁歌金曲季選

- 「第三季金曲」：【傷心1999】

- 2000年TVB8頻道金曲榜

- 「金曲獎」：【傷心1999】 （页面存档备份，存于）

- 第一屆中國原創音樂流行榜總選

- 「港台十二首金曲」：【傷心1999】 （页面存档备份，存于）

## 其他
香港及大陸引進版除了封面與台版不同之外，專輯中的歌曲「從來沒愛過」的歌名改為「失溫」，歌曲次序不同，且並未收錄「誰明浪子心」及「還有」兩首粵語歌，但額外附贈 DVD，收錄「傷心1999」、「從今開始」的MV。

## 音樂錄影帶
- 從今開始 （页面存档备份，存于）
- 傷心1999 （页面存档备份，存于）
- 從來沒愛過
- 情卻
- 我想她